# Marcin Chuzzlewit

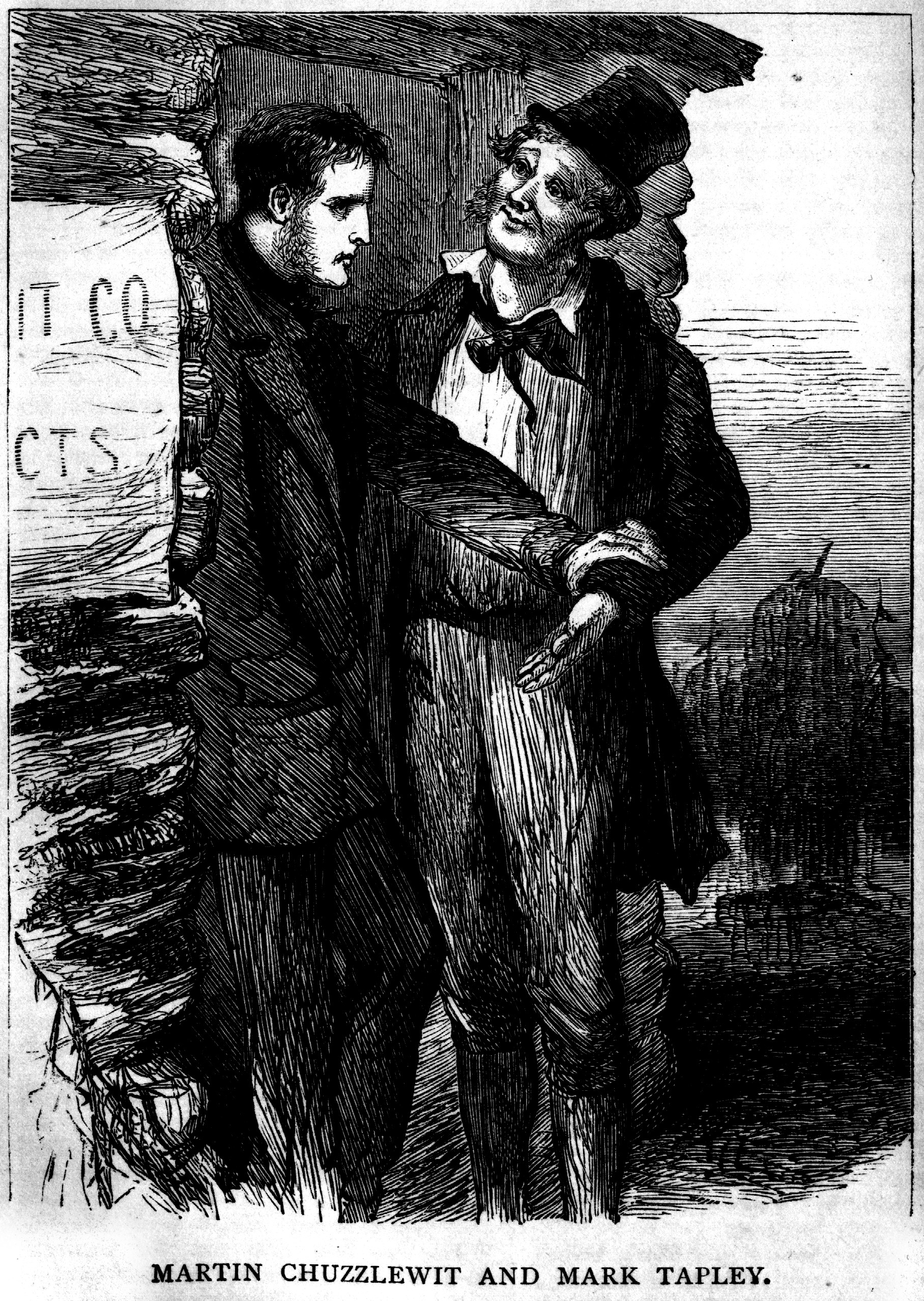
Ilustracja Solomona Eytinge Jr. do amerykańskiego wydania powieści

Marcin Chuzzlewit – powieść łotrzykowska Karola Dickensa, publikowana w comiesięcznych odcinkach w latach 1843–1844. Utwór opowiada o losach tytułowego bohatera, który w poszukiwaniu pracy przemierza Anglię i Stany Zjednoczone. Zawiera elementy satyryczne, piętnujące chciwość i obłudę oraz stosunki społeczne, panujące w Anglii w okresie gwałtownego rozwoju przemysłu. Utwór cieszył się początkowo niewielkim powodzeniem czytelniczym, dlatego Dickens, pamiętając o popularności swojego utworu Zarysy Ameryki, zdecydował się część akcji umieścić w Stanach Zjednoczonych. Popularność utworu wzrosła dopiero po wprowadzeniu do niego komicznej postaci pani Gamp; nigdy jednak zeszyty z Marcinem Chuzzlewit nie osiągnęły takiego nakładu, jak wcześniejsze utwory pisarza.
Utwór silnie nawiązuje do osiemnastowiecznej powieści łotrzykowskiej. Charakterystyczna dla tego gatunku jest sama sytuacja fabularna, opierająca się na wędrówkach głównego bohatera, zdobywającego w podróżach doświadczenie życiowe, a także jej budowa, opierająca się na fabule skonstruowanej z szeregu luźno powiązanych ze sobą epizodów. Z tradycją powieści łotrzykowskiej łączą Marcina Chuzzlewit również długie podtytuły rozdziałów, zawierające streszczenie akcji i zachęcające czytelnika do lektury (np. Rozdział V, zawierający pełne sprawozdanie z wprowadzenia nowego ucznia mr Pecksniffa na łono jego rodziny i dokładny opis uroczystości, którymi witano to wydarzenie, oraz wielkiej radości mr Pincha).
Powieść zawiera satyryczny i ironiczny obraz Stanów Zjednoczonych. Amerykanie w powieści posługują się zniekształconym językiem angielskim, są wyrachowani, bezwzględni, pozbawieni dobrego wychowania i obycia, bez skrupułów okradają emigrantów, nieustannie podkreślają rzekomą wyższość cywilizacyjną Stanów Zjednoczonych. Również wszelkie instytucje państwowe i prasa tego kraju miały być według Dickensa skorumpowane i nieuczciwe. Zawarty w powieści obraz kraju spowodował wrogość amerykańskiej prasy wobec Dickensa.